# Землетрус у Китаї (2014)
Землетрус у Китаї 3 серпня 2014 року, також Лудянський землетрус.

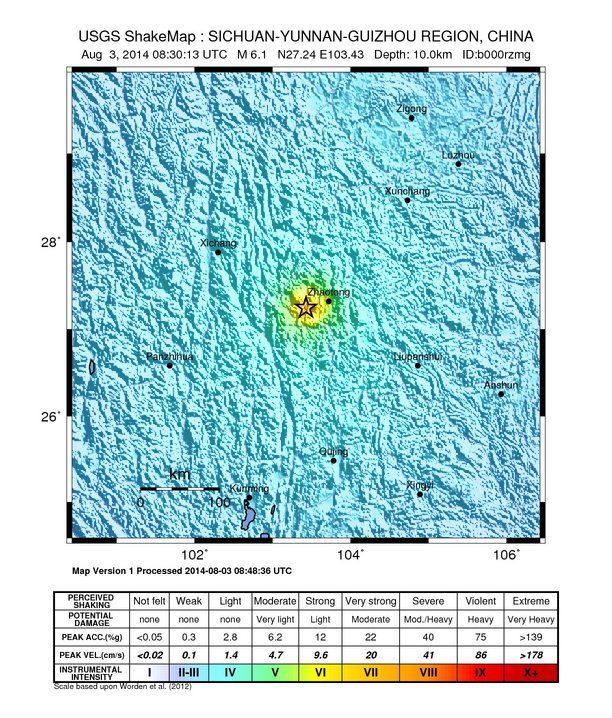
Землетрус на ShakeMap, Геологічна служба США

3 серпня 2014 року в КНР, в повіті Лудянь провінції Юньнань, стався землетрус магнітудою 6,1. Повідомлялося про як мінімум 391 загиблого, поранена 1801 людина, троє вважаються зниклими безвісти. Станом на 6 серпня 2014 р. ці цифри зросли: кількість жертв землетрусу в Китаї сягнула 589 людей, понад 2,4 тис. осіб зазнали поранень внаслідок удару стихії, 9 вважаються зниклими безвісти.
Зруйновано понад 12 000 будинків, пошкоджено не менше 30 000.

## Тектонічна ситуація
Лудянський землетрус стався 3 серпня 2014 року до 16:30 за середньокитайським часом (08:30 UTC). Дослідження Геологічної служби США визначили, що епіцентр землетрусу знаходився в 11 км на північний захід від селища Веньпін на глибині 10 км у сейсмонебезпечній провінції Юньнань, на відстані 18 км від Чжаотуна. Постраждала переважно провінція Юньнань, менше постраждали Гуйчжоу і Сичуань.